# La Cité et les Astres
La Cité et les Astres (titre original The City and the Stars) est un roman de science-fiction d'Arthur C. Clarke, publié en 1956.

## Résumé
Diaspar, la Cité éternelle, abrite sur une Terre transformée en désert tout ce qui reste de l'humanité après un milliard d'interminables années d'existence. Cette ville intelligente, dirigée par un ordinateur omnipotent, maintient les humains en vase clos, la simple pensée du « dehors », glacé, inconnu, suscitant chez eux une insurmontable et antédiluvienne terreur. Les hommes, tout comme les objets qui constituent la cité sont éternels, maintenus en vie grâce à des « circuits d'éternité » qui les reproduisent à l'infini.
Alvin est une exception dans cet univers parfait et tranquille : il est un Unique, c’est-à-dire qu'il vit sa première vie dans Diaspar, et hérite ainsi d'une certaine immunité quant à la frayeur du dehors de ses concitoyens.
Les astres, c'est ce que les hommes ont perdu. Alvin parviendra-t-il à rendre aux hommes leur goût pour l'exploration ?

## Analyse du roman: un «classique» de la science fiction
Ce chef-d'œuvre onirique de Clarke est, une fois n'est pas coutume, situé dans un avenir extrêmement lointain, ce qui le rend indémodable à l'inverse d'autres romans de SF parfois datés. Il garde par ailleurs une cohérence particulièrement forte, un travail approfondi sur les personnages, sur les technologies, sur l'histoire à venir de l'humanité ainsi qu'une réflexion sur sa destinée sont finement menés. Le tout écrit en un style classique que l'on dit parfois démodé, semé de ces passages lyriques au ton nietzschéen caractéristiques de Clarke.
La Cité et les Astres fait partie de ce que l'on appelle l'« âge d'or » de la littérature de science-fiction.
C'est tout d'abord l'un des rares romans de SF qui traite avec intelligence le thème de l'immortalité et en tire une véritable réflexion philosophique, ce qu'il partage avec Le Grand Secret de René Barjavel. Mais cette œuvre est également exceptionnelle par le nombre des idées abordées par l'auteur et assemblées en un tout cohérent. En effet, l'on pourrait presque croire que Clarke a voulu récapituler tous les thèmes classiques (d'aucuns diraient les poncifs) de la SF classique en un seul roman : le futur auteur de 2001 nous parle, dans ces 400 pages, de robots, d'extra-terrestres répugnants, d'Envahisseurs légendaires, de fin du monde, de voyages interstellaires, de mutants, de bataille intergalactique, de télépathie, de ville future gouvernée par un ordinateur omnipotent, de téléportation, de manipulations génétiques, etc. Parmi les idées les plus originales : un métro automatique n'ayant pas roulé depuis la nuit des temps et un alien visqueux adepte d'un terrifiant culte du cargo.
Eu égard au décor hellénistique que suggèrent tant les quelques descriptions de Diaspar que les noms des personnages, tous à consonance plus ou moins « athénienne », on peut penser que l'intention première de Clarke était de s'inspirer de la Nouvelle Atlantide de Bacon. Cette peinture d'une civilisation techno-scientifique parvenue à un niveau que l'on ne peut plus améliorer fait de La Cité et les Astres un roman optimiste, où toute confiance est donnée à la science pour débarrasser l'humanité de tous ses maux, y compris la mort.
La vision du monde que Clarke développera au cours de son œuvre ultérieure y est donc déjà tout entière exposée[Quoi ?].